# Чекињасти кунић
Чекињасти кунић или чекињасти зец или асамски кунић (лат. Caprolagus hispidus, енгл. Bristly Rabbit, Hispid hare, Assam rabbit, рус. Щетинистый заяц), је врста сисара из породице зечева (Leporidae). Једина је врста у роду Caprolagus. Непријатељи су им тибетанске пешчане лисице, планинске ласице и сове.

## Опис
Крзно чекињастог кунића је храпаво и чекињасто. Уши су му веома кратке. Крзно му је на леђима тамносмеђе због мешавине црних и смеђих длака, на грудима смеђе, а на трбуху беличасто. Реп је смеђ и дуг око 30 mm. Мужјаци достижу тежину од 1,81 до 2,61 kg, а женке у просеку теже 2,52 kg, док женке у поодмаклој трудноћи теже око 3,21 kg.
Чекињасти кунић је најактивнији у сумрак и зору. О репродуктивном животу врсте зна се веома мало, али на основу онога што се зна, верује се да је просечно легло чекињастог кунића мало.

## Распрострањење
Чекињасти кунић (Caprolagus hispidus) је присутан на планинском венцу Хималаји у Азији. Ареал врсте покрива средњи број држава. Врста је присутна у Индији, Бангладешу и Непалу. Присуство у Бутану је непотврђено.

## Станиште
Станишта врсте су шуме, травна вегетација и речни екосистеми. Током сушне сезоне, када се јављају пожари, склања се у мочварне области или травнате области у близини река.

## Угроженост
Ова врста се сматра угроженом. Популација на травнатим пространствима Националног парка Сукла Панта који се простире на површини од 38 km², је вероватно од међународног значаја. Постављене камере у националном парку су снимиле провог чекињастог кунића у априлу 2010.